# 共同萨拉戈萨
共同萨拉戈萨（西班牙語：Zaragoza en Común，缩写为ZGZ）是西班牙阿拉贡自治区萨拉戈萨的一个地方自治主义左翼政党联盟。

## 历史
该党成立于2015年，为应对当年的市政议会选举而组建。成立时得到了阿拉贡联合左翼、我們能、海盗党、生态等政党的支持。

## 表现
在2015年市议会选举中，共同萨拉戈萨一举获得了9个席位，仅次于人民党。由于工人社会党的支持，该联盟的佩德罗·桑蒂斯特韦当选为市长。
在2019年市议会选举中，共同萨拉戈萨没有得到我們能和生态等党的支持，只获得了3个席位。人民党的豪尔赫·阿斯孔成为新任市长。
| 萨拉戈萨市议会 |        |      |       |        |
| 选举年份       | 总票数 | 排名 | %     | 议席数 |
| 2015年         | 80055  | #2   | 24.57 | 9 / 31 |
| 2019年         | 30150  | #4   | 9.16  | 3 / 31 |

## 成员党
- 阿拉贡联合左翼
- 阿拉贡海盗党
- 生态（2019年退出）
- 我們能（2019年退出）[6]